# Mesopodagrion
Mesopodagrion (лат.) — род крупных стрекоз из монотипического семейства Mesopodagrionidae (ранее в Megapodagrionidae).

## Распространение
Юго-Восточная Азия: обитают около ручьёв южного Китая и севера Вьетнама, Таиланда и Мьянмы.

## Описание
Крупный вид стрекоз (заднее крыло 27-33 мм). Крылья прозрачные, с двумя Ax и многочисленными вставочными жилками дистально в радиальных полях; arculus примерно на 3/5 расстояния между основанием крыла и узлом; четырехугольник без поперечных жилок; R4 начинается четко проксимальнее субузла; IR3 исходит от субузла. Птеростигма прямоугольная, её длина примерно в три раза больше ширины; желто-красноватая или чёрная. Взрослые особи с расправленными крыльями и горизонтальным брюшком. Голова, грудь, ноги и брюшко чёрные с желтоватым или голубым рисунком, включая переднеплечевые полосы, которые пересекают плечевой шов и продолжаются на мезэпимерон и (у самцов) на бледную спинку 9-го и 10-го сегментов брюшка. Заглазные доли опухшие и подчеркнуты в значительной степени бледным (жёлтым) затылком, но без заглазных пятен. Церки взрослого самца простой решетчатой формы, парапрокты короткие, около пятой длины церок. Задний край 10-го сегмента брюшка медиально модифицирован двумя короткими, но прочными шипами, направленными дистально. Нимфа коренастая, её легко узнать по большим, плоским и веерообразным горизонтальным жабрам (общим только с неродственными Argiolestidae и Protolestidae), а также по затылочным лопастям, отчётливо выступающим по бокам головы и покрытым густым ворсом шипиков.

## Систематика
Род включает 2 вида и был впервые описан в 1896 году английским энтомологом Робертом Маклахланом (1837—1904) по единственному виду Mesopodagrion tibetanum McLachlan, 1896 из Китая, долгое время оставаясь монотипическим. Таксономическая позиция дискутируется. Ранее род Mesopodagrion включали в состав надсемейства Calopterygoidea в качестве Incertae sedis, либо в Megapodagrionidae.
В 2021 году в результате молекулярно-филогенетических исследований его выделили в отдельное семейство Mesopodagrionidae Kalkman & Abbott, 2021, образующее кладу с Amanipodagrionidae.
- Mesopodagrion tibetanum McLachlan, 1896
- Mesopodagrion yachowensis Chao, 1953[4]